# Органела

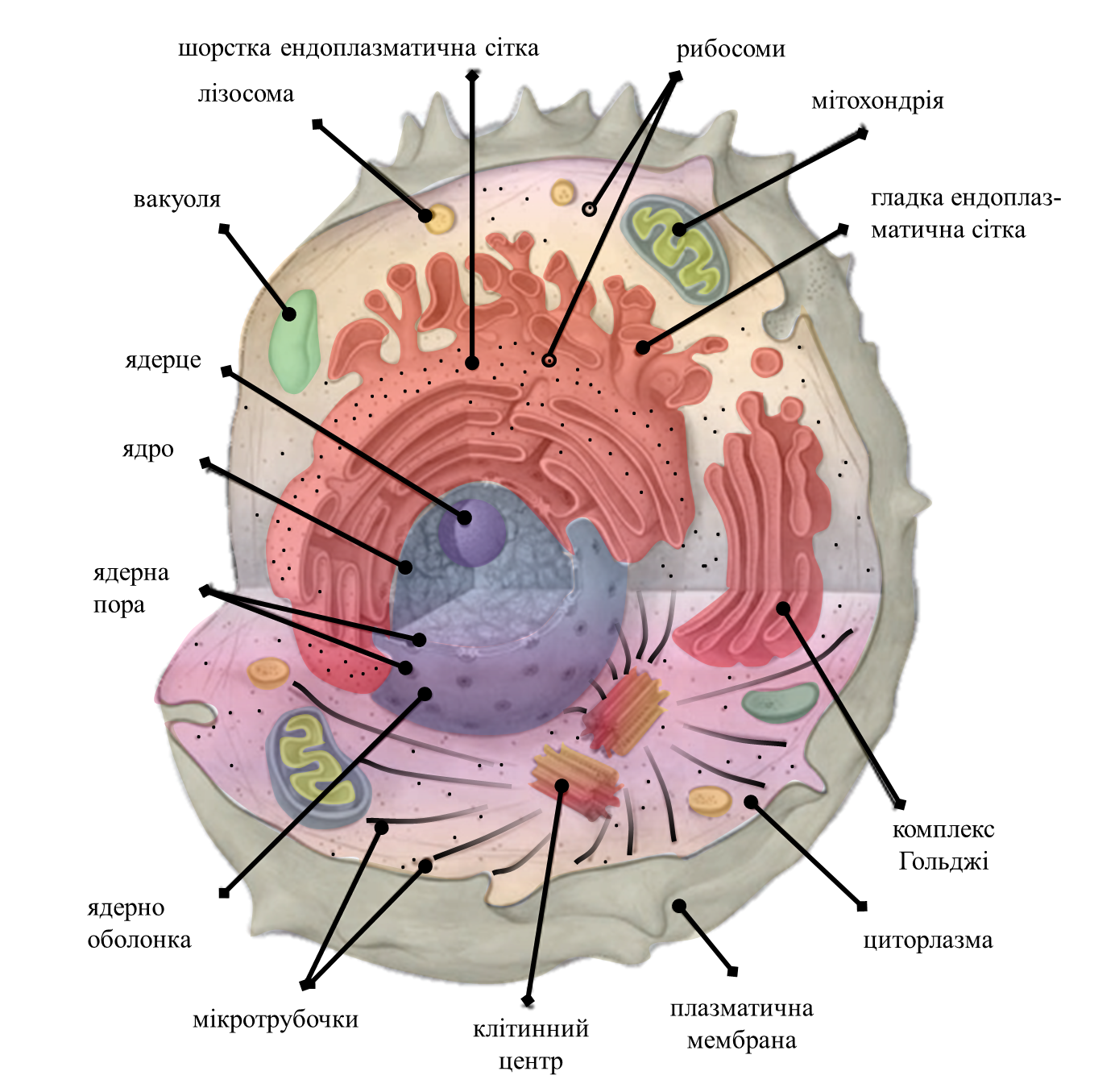
Цитоплазма разом з її компонентами (органелами), в типовій тваринній клітині

Органела (від слова орган й давньогрець. εἶδος — вид) — зазвичай вільно-плаваюча частина еукаріотичної клітини, яка виконує специфічну функцію. Історично, органели були виявлені за допомогою різноманітних форм мікроскопії або завдяки клітинному фракціонуванню.
Рецептори та дрібні, молекулярного рівня, структури, органелами не називають. Кордон між молекулами і органелами дуже нечіткий. Так, рибосоми, які зазвичай однозначно відносять до органел, можна вважати і складним молекулярним комплексом. Все частіше до органел зараховують і інші подібні комплекси порівняних розмірів та рівня складності — протеасоми, сплайсосоми та ін. У той же час порівняні за розмірами елементи цитоскелету (мікротрубочки, товсті філаменти поперечносмугастих м'язів тощо) зазвичай до органел не відносять. Ступінь постійності клітинної структури — теж ненадійний критерій її віднесення до органел. Так, веретено поділу, що хоча і не постійно, але закономірно присутнє у всіх еукаріотичних клітинах, зазвичай до органел не відносять, а везикули, які постійно з'являються і зникають в процесі обміну речовин — відносять. Багато в чому набір органел, що перераховується до навчальних посібниках, визначається традицією.
Класифікація органел:
- мікроскопічні - видимі під світловим мікроскопом;
  - мітохондрії
  - Клітинний центр (центросома)
  - Комплекс Гольджі
- субмікроскопічні - видимі лише з допомогою електронного мікроскопа.
  - лізосоми
  - пероксисоми
  - рибосоми
  - протеасоми
  - ендоплазматична сітка
  - мікрофіламенти
  - мікротрубочки

Органели поділяються на:
- немембранні:
  - центріолі
  - цилій (війки) / флагелла (джгутики)
  - ядерце
  - рибосоми
- мембранні (обмежені мембраною):
  - ядро
  - мітохондрії
  - вакуолі
  - пероксисома
  - апарат Ґольджі
  - ендоплазматичний ретикулум
  - лізосоми
  - хлоропласти

Ці органели називають органелами загального призначення, тонофібрили клітин епітелію, міофібрили м'язових клітин і волокон, нейрофібрили нервових клітин та деякі інші називають органелами спеціального призначення.
Згідно з сучасно прийнятими теоріями, великі мембранні органели походять від стародавніх ендосимбіонтних організмів (див. Ендосимбіотична теорія):
- хлоропласти та інші пластиди, такі як родопласти та хромопласти
- мітохондрії
- пероксисоми

| Органела                    | Основна функція | Структура                                  | Організми                          | Примітки |
| --------------------------- | --- | ------------------------------------------ | ---------------------------------- | --- |
| Хлоропласт (Пластиди)       | фотосинтез | двомембранна                               | рослини, Найпростіші               | мають власну ДНК; припускають що хлоропласти виникли з ціанобактерій в результаті симбіогенез і діаметр більшості клітин                                                               |
| Ендоплазматичний ретикулум  | транспортація та згортання нових білків (шорсткий ендоплазматичний ретикулум), синтез ліпідів (гладкий ендоплазматичний ретикулум)                          | одномембранна                              | всі еукаріоти                      | на поверхні шорсткого ендоплазматичного ретикулума знаходиться велика кількість рибосом, згорнутий як мішок; гладкий ендоплазматичний ретикулум згорнутий в трубочки                   |
| Апарат Гольджі              | сортування і перетворення білків. Утворення лізосом. | одномембранна                              | всі еукаріоти                      | асиметричний — цистерни, розташовані ближче до ядра клітини (цис-Гольджі) містять найменш зрілі білки, а відтранс-Гольджі відбруньковуються бульбашки, що містять повністю зрілі білки |
| Мітохондрія                 | виробництво енергії, синтез АТФ. | двомембранна                               | більшість еукаріотів               | мають свою власну мітохондріальну ДНК; припускають, що мітохондрії виникли в результаті симбіогенезу                                                                                   |
| Вакуоля                     | запас, підтримання гомеостазу, в клітинах рослин — підтримання форми клітини (тургор)                                                                       | одномембранна                              | еукаріоти, більш виражена у рослин | |
| Ядро                        | Збереження ДНК, транскрипція РНК | двомембранна                               | всі еукаріоти                      | містить основну частину геному |
| Рибосоми                    | синтез білка на основі матричних РНК за допомогою транспортних РНК                                                                                          | РНК/білок                                  | еукаріоти, прокаріоти              | |
| Везикули                    | запасають або транспортують поживні речовини | одномембранна                              | всі еукаріоти                      | |
| Лізосоми                    | дрібні лабільні утворення, що містять ферменти, зокрема гідролази, що беруть участь в процесах травлення фагоцитної їжі й автоліза (саморозчинення органел) | одномембранна                              | більшість еукараотів               | |
| Центріолі (клітинний центр) | Центр організації цитоскелету. Необхідний для процесу клітинного поділу (рівномірно розподіляє хромосоми)                                                   | немембранна                                | еукаріоти                          | |
| Меланосома                  | збереження пігменту | одномембранна                              | тварини                            | |
| Міофібрили                  | скорочення м'язових волокон | складно організований пучок білкових ниток | тварини                            | |

### Другорядні еукаріотичні органели та клітинні компоненти
| Органела/Макромолекула | Основна функція                                                                    | Структура                      | Організми                                                                         |
| ---------------------- | ---------------------------------------------------------------------------------- | ------------------------------ | --------------------------------------------------------------------------------- |
| акросома               | допомагає сперматозоїдам зливатися з яйцеклітиною                                  | однномембранний компартмент    | більшість тварин (включаючи губок)                                                |
| аутофагосома           | везикула, яка секвеструє цитоплазматичний матеріал та органели для деградації      | двомембранний компартмент      | всі еукаріоти                                                                     |
| центріоль              | якір для цитоскелета, організує поділ клітин, формуючи веретено поділу             | білок мікротрубочок            | тварини                                                                           |
| війка                  | рух у зовнішньому середовищі або його рух; "критичний шлях сигналізації розвитку". | білок мікротрубочок            | тварини, найпростіші, деякі рослини                                               |
| кнідоцист              | жалення                                                                            | спіральна порожниста трубочка  | кнідарії                                                                          |
| вічко                  | виявляє світло, дозволяючи здійснювати фототаксис                                  |                                | зелені водорості та інші одноклітинні фотосинтетичні організми, такі як евгленові |
| глікосома              | здійснює гліколіз                                                                  | одномембранний компартмент     | Деякі найпростіші, такі як Трипаносоми.                                           |
| гліоксисома            | перетворення жирів у цукри                                                         | одномембранний компартмент     | рослини                                                                           |
| гідрогеносома          | виробництво енергії і водню                                                        | двомембранний компартмент      | кілька одноклітинних еукаріотів                                                   |
| лізосома               | розщеплення великих молекул (напр., білків + полісахаридів)                        | одномембранний компартмент     | тварини                                                                           |
| меланосома             | зберігання пігменту                                                                | одномембранний компартмент     | тварини                                                                           |
| мітосома               | ймовірно, відіграє роль у збірці залізо-сірчаних кластерів (Fe–S)                  | двомембранний компартмент      | кілька одноклітинних еукаріотів, які не мають мітохондрій                         |
| міофібрила             | скорочення міоцитів                                                                | пучки філаментів               | тварини                                                                           |
| ядерце                 | виробництво пре-рибосом                                                            | білок–ДНК–РНК                  | більшість еукаріотів                                                              |
| оцелоїд                | виявляє світло і, можливо, форми, дозволяючи здійснювати фототаксис                | двомембранний компартмент      | представники родини Warnowiaceae                                                  |
| парентесома            | не охарактеризовано                                                                | не охарактеризовано            | гриби                                                                             |
| пероксисома            | розщеплення метаболічного пероксиду водню                                          | одномембранний компартмент     | всі еукаріоти                                                                     |
| поросома               | секреторний портал                                                                 | одномембранний компартмент     | всі еукаріоти                                                                     |
| протеасома             | деградація непотрібних або пошкоджених білків шляхом протеолізу                    | дуже великий білковий комплекс | всі еукаріоти, всі археї та деякі бактерії                                        |
| рибосома (80S)         | трансляція РНК у білки                                                             | РНК-білок                      | всі еукаріоти                                                                     |
| стресова гранула       | зберігання мРНК                                                                    | безмембранна (комплекси мРНП)  | більшість еукаріотів                                                              |
| TIGER домен            | кодування білків мРНК                                                              | безмембранний                  | більшість організмів                                                              |
| везикула               | транспорт матеріалів                                                               | одномембранний компартмент     | всі еукаріоти                                                                     |

Інші пов'язані структури:
- цитозоль
- ендомембранна система
- нуклеосома
- мікротрубочка

## Прокаріотичні органели

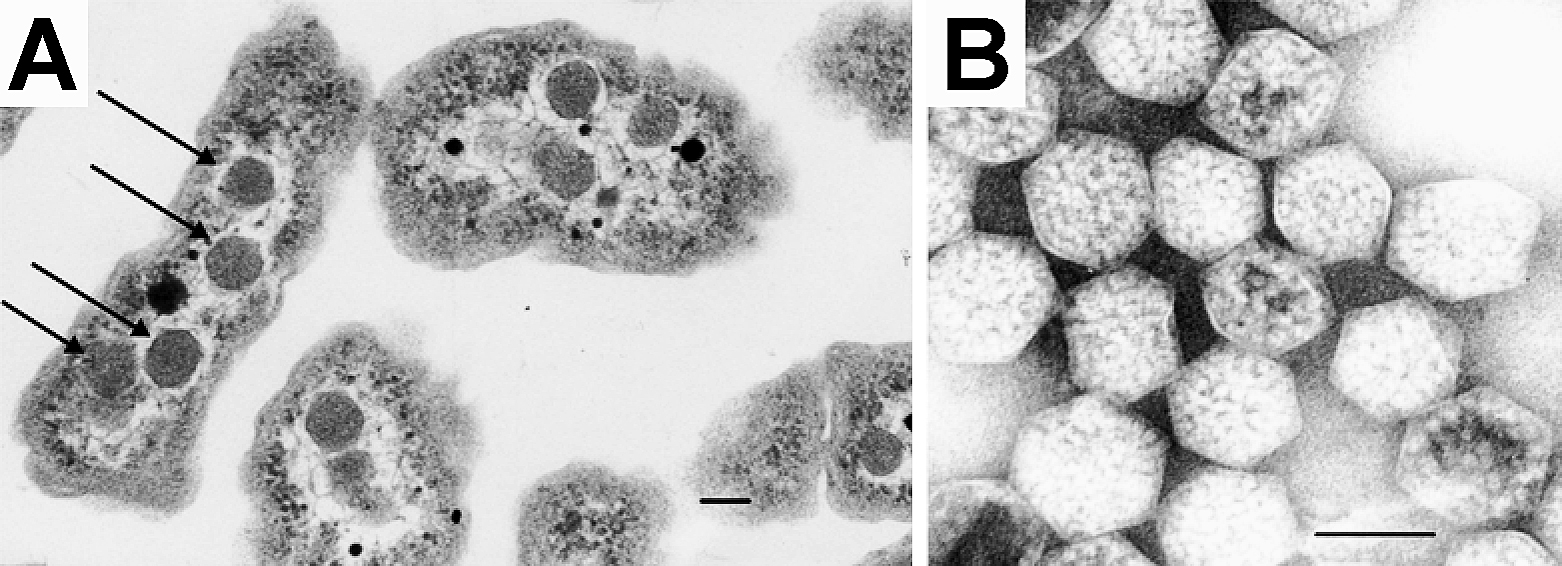
(A) Електронна мікрофотографія клітин Halothiobacillus neapolitanus, стрілки вказують на карбоксисоми. (B) Зображення цілих карбоксисом, виділених з H. neapolitanus. Масштабні лінійки - 100 нм.

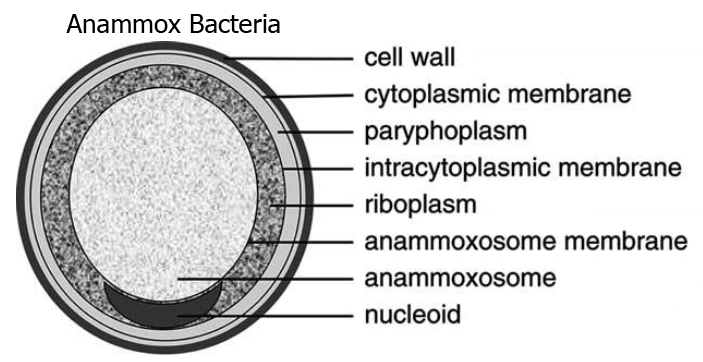
Структура Candidatus Brocadia anammoxidans, що показує анаммоксосому та внутрішньоцитоплазматичну мембрану

Прокаріоти не такі структурно складні, як еукаріоти, і колись вважалося, що вони мають мало внутрішньої організації та не мають клітинних компартментів і внутрішніх мембран; але повільно з'являються деталі про внутрішні структури прокаріотів, які спростовують ці припущення. Раннім помилковим поворотом була ідея, розроблена в 1970-х роках, про те, що бактерії можуть містити складки клітинної мембрани, названі мезосомами, але пізніше було показано, що це артефакти, створені хімічними речовинами, які використовувалися для підготовки клітин до електронної мікроскопії.
Однак з'являється все більше доказів компартменталізації принаймні у деяких прокаріотів. Недавні дослідження показали, що принаймні деякі прокаріоти мають мікрокомпартменти, такі як карбоксисоми. Ці субклітинні компартменти мають діаметр 100-200 нм і оточені оболонкою з білків. Ще більш вражаючим є опис обмежених мембраною магнетосом у бактеріях, про які повідомлялося в 2006 році.
Бактеріальний тип Planctomycetota виявив ряд особливостей компартменталізації. План клітини Planctomycetota включає внутрішньоцитоплазматичні мембрани, які розділяють цитоплазму на парифоплазму (зовнішній простір без рибосом) і піреллулосому (або рибоплазму, внутрішній простір, що містить рибосоми). Обмежені мембраною анаммоксосоми були виявлені в п'яти родах Planctomycetota "анаммокс", які виконують анаеробне окислення амонію. У виді Planctomycetota Gemmata obscuriglobus було повідомлено про структуру, подібну до ядра, оточену ліпідними мембранами.
Компартменталізація є особливістю прокаріотичних фотосинтетичних структур. Пурпурні бактерії мають "хроматофори", які є реакційними центрами, що знаходяться в інвагінаціях клітинної мембрани. Зелені сірчані бактерії мають хлоросоми, які є фотосинтетичними антенними комплексами, що знаходяться прикріпленими до клітинних мембран. Ціанобактерії мають внутрішні тилакоїдні мембрани для світлозалежного фотосинтезу; дослідження показали, що клітинна мембрана і тилакоїдні мембрани не утворюють єдину безперервну структуру.
| Органела/макромолекула | Основна функція                                                                                  | Структура                                                                               | Організми                                     |
| ---------------------- | ------------------------------------------------------------------------------------------------ | --------------------------------------------------------------------------------------- | --------------------------------------------- |
| анаммоксосома          | анаеробне окислення амонію                                                                       | мембрана з ладеранових ліпідів                                                          | бактерії "Candidatus" в межах Planctomycetota |
| карбоксисома           | фіксація вуглецю                                                                                 | бактеріальний мікрокомпартмент з білковою оболонкою                                     | деякі бактерії                                |
| хлоросома              | фотосинтез                                                                                       | світлозбиральний комплекс, прикріплений до клітинної мембрани                           | зелені сіркобактерії                          |
| джгутик                | рух у зовнішньому середовищі                                                                     | білковий філамент                                                                       | деякі прокаріоти                              |
| магнетосома            | магнітна орієнтація                                                                              | неорганічний кристал, ліпідна мембрана                                                  | магнітотаксичні бактерії                      |
| нуклеоїд               | підтримка ДНК, транскрипція в РНК                                                                | ДНК-білок                                                                               | прокаріоти                                    |
| пілі                   | Прикріплення до інших клітин для кон'югації або до твердої підкладки для створення рушійних сил. | волосоподібний придаток, що виступає (хоча частково вбудований) з плазматичної мембрани | прокаріотичні клітини                         |
| плазміда               | обмін ДНК                                                                                        | кільцева ДНК                                                                            | деякі бактерії                                |
| рибосома (70S)         | трансляція РНК у білки                                                                           | РНК-білок                                                                               | бактерії та археї                             |
| тилакоїдні мембрани    | фотосинтез                                                                                       | білки фотосистеми та пігменти                                                           | переважно ціанобактерії                       |

## Інтернет-ресурси
- Tree of Life project: Eukaryotes
- Organelle Databases